# Callosciurus pygerythrus
Callosciurus pygerythrus — вид гризунів родини Sciuridae. Мешкає на півдні Азії (Бангладеш, Китай, Індія, М'янма, Непал). Зареєстрований на висотах від 0 до 1560 метрів. Цей денний вид зустрічається у вічнозелених і напіввічнозелених лісах і узліссях і деградованих територіях, що походять від них, включаючи сади, перелоги і плантації.

## Морфологічні особливості
Довжина голови й тулуба становить від 19 до 23 сантиметрів, хвіст — від 11 до 22 сантиметрів і тому трохи коротший за іншу частину тіла; маса від 230 до 300 грамів. Задня лапка має довжину від 43 до 48 міліметрів, вухо досягає довжини від 17 до 20 міліметрів. Шерсть на спині темно-оливково-коричнева, низ може варіюватися від блакитно-сірого до кремово-білого або піщано-помаранчевого. В області стегна є блідо-червона або вохриста пляма. Хвіст сірий з чорним кінчиком, передні кінцівки і всі лапи більш сірі, ніж спина. Забарвлення змінюється залежно від сезону, шерсть світліша з чіткою плямою на стегнах у вологий літній сезон і темніша без плями взимку.

## Спосіб життя
Харчується квітами, плодами, корою, насінням, листям, комахами та лишайниками, іноді м'ясом хребетних. Зазвичай живе поодинці, але також зустрічається парами. Активна протягом дня. Гніздиться в дуплах дерев і заводить дитинчат один раз на рік, середній виводок складається з трьох-чотирьох дитинчат.